# صنرفال
صَنرِفال كعكة حلوى فلبينية مصنوعة من طبقات من الزبدة والمَرَنْغ والكاجو المفروم. اسمها يعني "لا مثيل أو منازع لها" في الفرنسية. يمكن تزيين الكعكة أو تركه سادة أو مزينًا بالفستق.

أصول الكعكة متنازع عليه. يزعم أحد المصادر أن جذور الوصفة تعود إلى الآشية الفرنسية بينما تدعي لوسي تُرِّس جُمَيز أن الكعكة تنحدر من كعكة إمبراطورية روسية وهو التكيف الإسباني للكعكة الروسية التي كانت شائعة لدى الجمهور. العائلة الإمبراطورية الروسية.

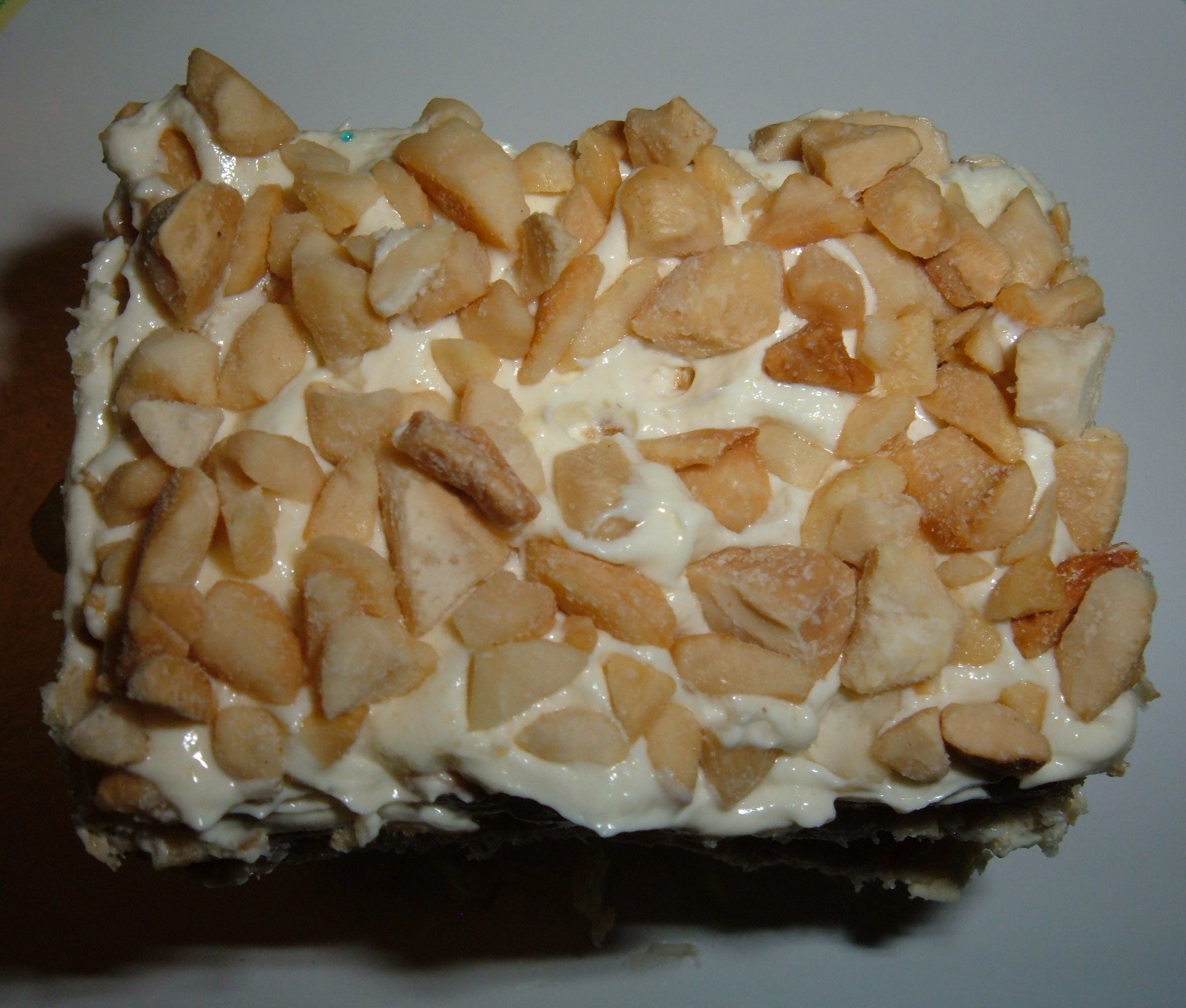
قطعة من صَنْرِفَال